# Amarone della Valpolicella
Amarone della Valpolicella è una DOCG riservata a un vino passito rosso secco la cui produzione è consentita nella provincia di Verona.

## Zona di produzione
La zona di produzione comprende in tutto o in parte i territori dei comuni di Marano, Fumane, Negrar, Sant'Ambrogio, San Pietro in Cariano, Dolcè, Verona, San Martino Buon Albergo, Lavagno, Mezzane, Tregnago, Illasi, Colognola ai Colli, Cazzano di Tramigna, Grezzana, Pescantina, Cerro Veronese, San Mauro di Saline e Montecchia di Crosara
La zona in cui è consentito utilizzare la menzione "Classico" comprende i Comuni di Negrar, Marano, Fumane, Sant'Ambrogio e San Pietro in Cariano.
La specificazione geografica "Valpantena" è riservata alle uve prodotte nella valle omonima.

## Storia
Così scriveva Cassiodoro nel IV secolo, ordinando per la mensa di Teodorico il vino "Acinatico", ottenuto in Valpolicella da uve appassite; ma già Catullo nel Carme 27 (49 circa a.C.) aveva citato «calices amariores» (bicchieri più amari), forse riferendosi a un antenato dell'Amarone.
Tracce di tale vino si ritrova anche nell'Editto di Rotari, che stabiliva pene per chi danneggiava le viti o rubava i grappoli.
Un estimo del 1503 attesta che la zona di produzione era una valle ricca e famosa grazie ai suoi vini.  La fame del vino locale si consolidò nel Millesettecento, quando Scipione Maffei propose di chiamare amaro il vino «d’una grazia particolare prodotto in Valpolicella».
Negli anni Venti del XX secolo alcune cantine locali iniziarono a produrre un "Recioto di tipo secco" o "Recioto amaro" per distinguerlo dal classico Recioto, che è dolce. Si tramanda che il nome attuale sia nato nel 1936 presso la Cantina sociale Valpolicella, quando il capocantina Adelino Lucchese ritrovò una botte dimenticata in cantina e spillandola dichiarò: «Questo non è un amaro, è un amarone».
Le prime analisi organolettiche sull'Amarone sono riportate nel bollettino della stazione agraria sperimentale di Verona verso la fine del XIX secolo, ma la commercializzazione di "Amarone della Valpolicella" risale al 1953. Ad essa seguirono l'approvazione della denominazione di origine controllata nel 1968 e, nel 2010, lo scorporo delle quattro tipologie nella DOCG Amarone della Valpolicella e nelle DOC Valpolicella, Valpolicella Ripasso, Recioto della Valpolicella.

## Tecniche di produzione
Le viti devono essere allevate esclusivamente a spalliera o a pergola veronese inclinata mono o bilaterale. Occorre praticare in vigneto la cernita delle uve al fine di ridurne la quantità a meno del 65% della produzione massima. Le quantità scartate possono venire vinificate come DOC Valpolicella e Valpolicella Ripasso. Ulteriori quantitativi residui vanno destinati a indicazione geografica tipica.
L'appassimento delle uve può venire facilitato tramite impianti di condizionamento, ma senza riscaldamento; vanno poste in unico strato e successivamente collocate in "fruttaio" per 100 - 120 giorni, finché non perdono la metà del peso.
Appassimento, vinificazione e invecchiamento devono avvenire all'interno della zona di produzione o -previa autorizzazione - nei comuni su cui essa ricade e nell'intera provincia di Verona.
È obbligatorio riportare in etichetta l'indicazione dell'annata di produzione delle uve.

## Disciplinare
L'Amarone della Valpolicella è stato istituito con DM. 24.03.2010, pubblicato sulla Gazzetta Ufficiale n. 84 del  12.04.2010
 Successivamente è stato modificato con 
- DM 30.11.2011 pubblicato sul sito ufficiale del Mipaaf
- La versione in vigore è stata approvata con D.M. 07.03.2014, pubblicato sul sito ufficiale del Mipaaf[1]

## Tipologie
Sono previste le menzioni "classico" e "Valpantena"; la specificazione "riserva" richiede  un estratto secco minimo del 32,00% e l'invecchiare di almeno quattro anni.

### Tipologia
Uvaggio
- Corvina (o Corvina veronese o Cruina) dal 45% al 95 %
  - È ammessa la sostituzione del Corvina con Corvinone nella misura massima del 50%.
- Rondinella (vitigno) dal 5 % al 30 %.
- Possono concorrere fino ad un massimo del 25% totale le uve provenienti dai vitigni:
  - - a bacca rossa non aromatici, nella misura massima del 15%, con un limite massimo del 10% per ogni singolo vitigno utilizzato;
  - classificati autoctoni italiani per il rimanente quantitativo del 10% totale.

| titolo alcolometrico minimo    | 14,00% vol.    |
| acidità totale minima          | 5,0 g/l.       |
| estratto secco minimo          | 28,00 g/l      |
| resa massima di uva per ettaro | 120 q.         |
| resa massima di uva in vino    | 40%            |
| zuccheri residui               | massimo 12 g/l |
| invecchiamento                 | due anni       |

#### Caratteri organolettici
È uno dei vini più longevi fra i grandi vini italiani.
Ha colore rosso molto intenso con note granate, e profumo che ricorda le frutta passita, il tabacco e le spezie, grazie alle muffe nobili createsi nel corso dell’appassimento. Il sapore è fortemente fruttato, di spiccata fragranza , asciutto ma di molta morbidezza, con corpo pieno, caldo, corroborante e vigoroso; ha personalità forte e può superare i vent'anni di conservazione.

#### Abbinamenti consigliati
Può accompagnare secondi piatti di carne, selvaggina, formaggi stagionati, o essere degustato come vino da meditazione.